# Magyarremete község
Magyarremete község (románul: Comuna Remetea) község Bihar megyében, Romániában. Központja Magyarremete, beosztott falvai Drágota, Gyepüsolymos, Mézged, Petrász.

## Népessége
A 2011-es népszámlálás adatai alapján a község népessége 2906 fő volt.